# АЕК-902 «Туча»

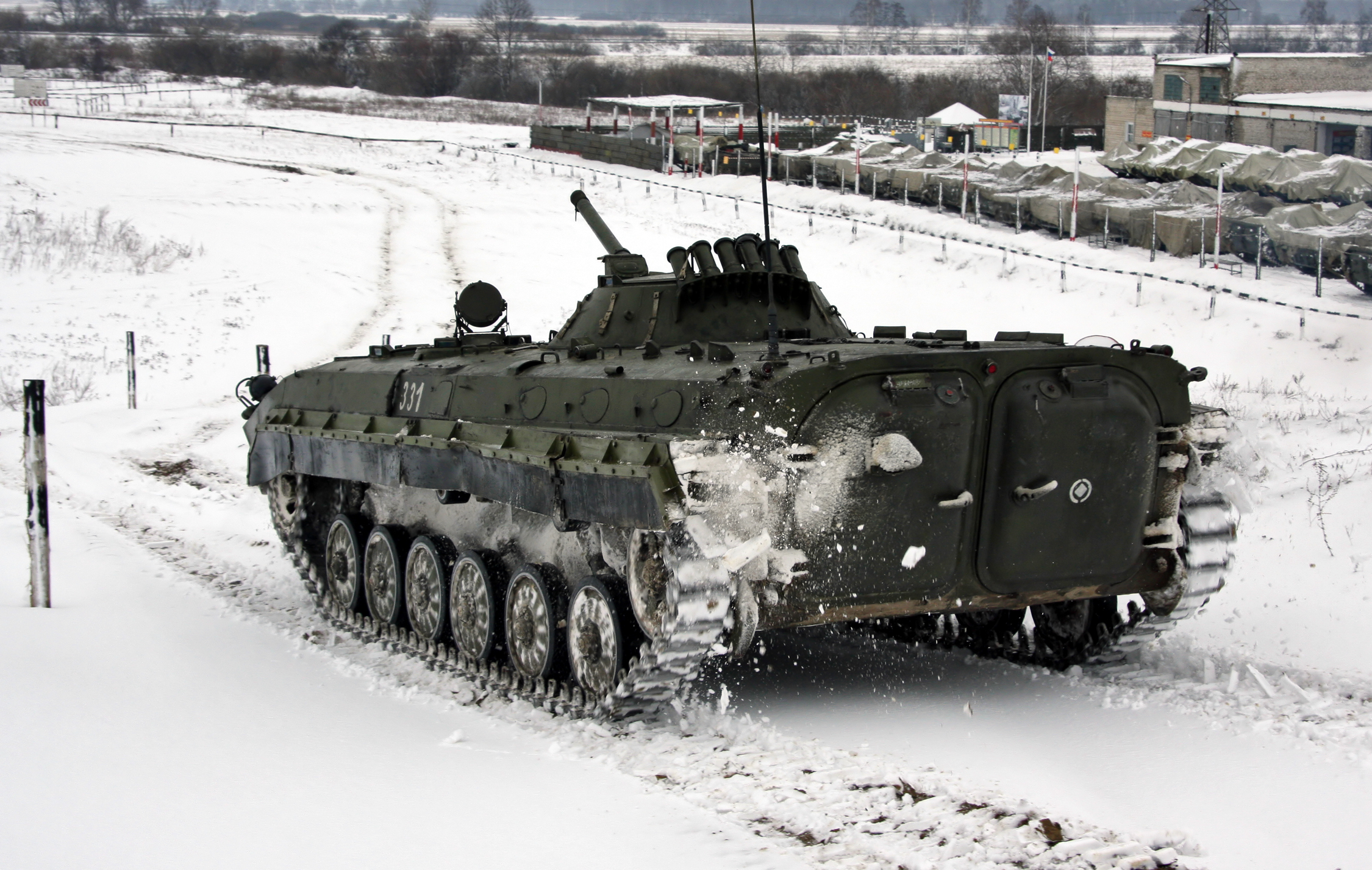
Шість пускових установок системи «Туча» на башті БМП-1П збройних сил Росії

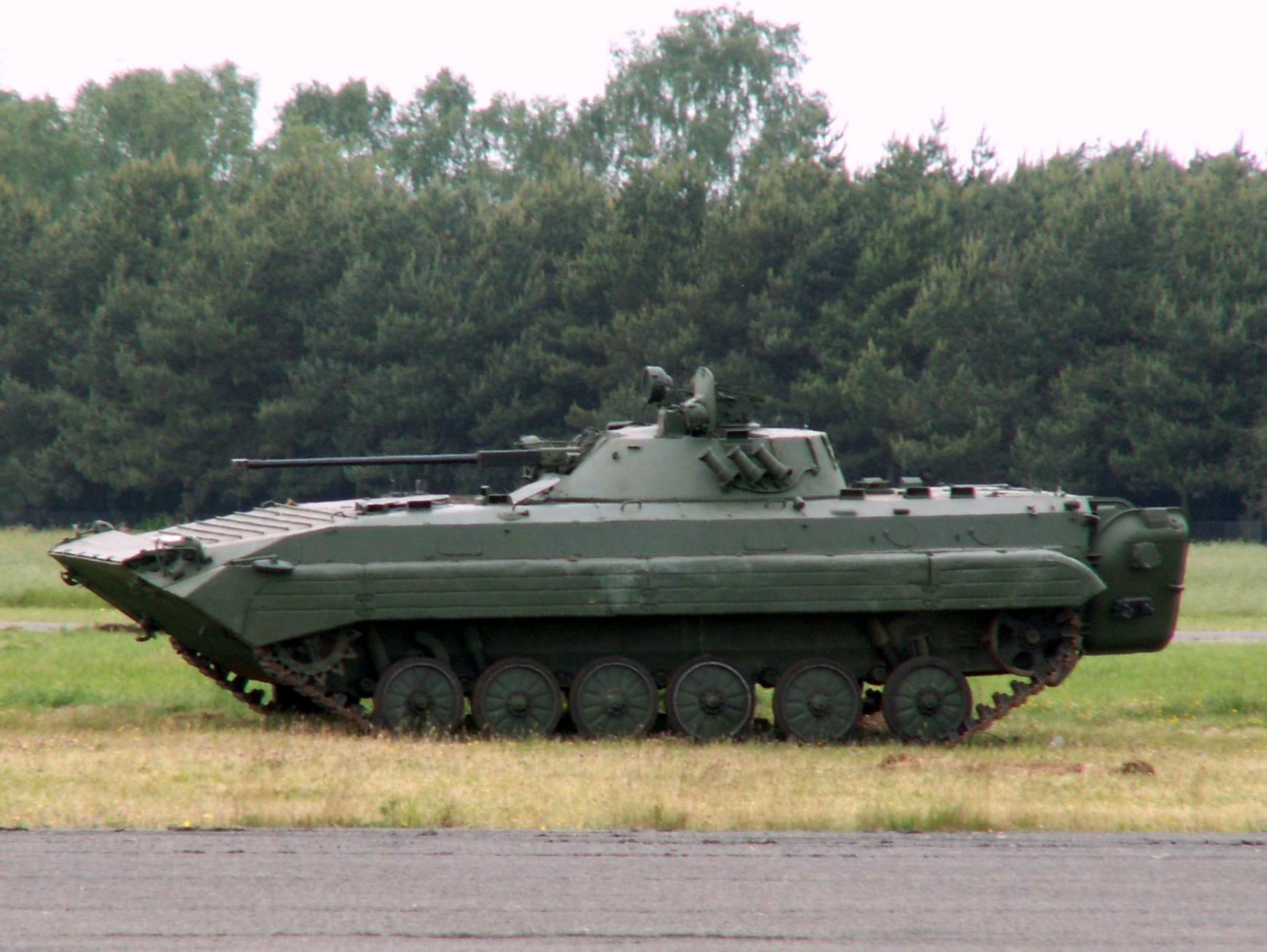
Три пускові установки системи «Туча» на башті БМП-2

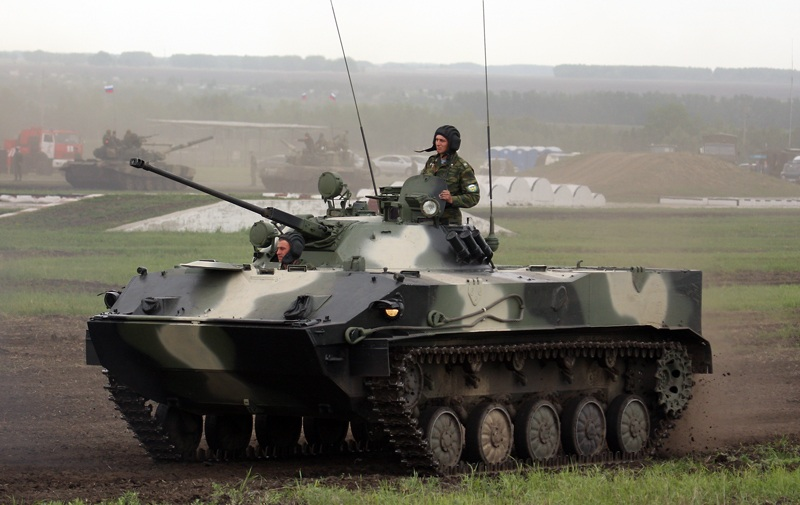
Три пускові установки системи «Туча» на башті БМД-3

Система АЕК-902 «Туча» (укр.«Хмара») — радянська уніфікована система запуску 81-мм димових гранат з об'єктів бронетанкової техніки.

## Історія
Система була розроблена Науково-дослідним інститутом прикладної хімії у 1979 році та після завершення випробувань прийнята на озброєння у 1980 році (варіант 902А «Туча-1»), надалі були розроблені варіанти 902Б та 902В.
Спочатку встановлювалася на бронетехніку СРСР (танки Т-62, Т-64, Т-72, Т-80, бойові машини піхоти БМП-1П, БМП-2, БМП-3, розвідувальні машини БРМ-1К, бойові машини десанту БМД-3 тощо) та країн Організації Варшавського Договору, після саморозпуску ОВД у 1991 році вона поставлялася на експорт і набула широкого поширення в різних країнах світу.
Система встановлюється не тільки на нову бронетехніку виробництва країн Східної Європи (як приклад можна навести російські Т-90 та БМД-4, українські Т-84, БТР-3 та БТР-4), а й на раніше випущену радянську бронетехніку в ході її модернізації (як приклад можна навести українські БТР-80УП та БМП-1У, білоруські БТР-70МБ1 та болгарські БТР-60ПБ-МД1).
Системи 902В «Туча» виробляються у Словаччині на заводі в місті Дубниця-над-Вагом.
У грудні 2017 року виробництво систем 902В «Туча» було налагоджене в Білорусії, на підприємстві у місті Барань.

## Опис
Система призначена для встановлення аерозольних димових завіс для задимлення ділянок місцевості з метою маскування.
Пусковий пристрій є 81-мм гладкоствольним гранатометом-мортиркою масою 1,35 кг з довжиною ствола 270 мм, оснащений електроспуском, який нерухомо кріпиться до корпусу бронемашини (можлива збірка декількох пускових гранатометів в єдиний блок).
Загальна маса системи з шести мортирок з кріпленнями — 10,4 кг порожньою і 24,5 кг спорядженою.
Як боєприпаси використовуються 81-мм димові гранати 3Д6, 3Д6М і 3Д17 довжиною 220 мм і вагою 2,34 кг.
Дальність пуску гранат становить близько 300 м. Початок інтенсивного димоутворення 10-20 секунд, тривалість інтенсивного димоутворення — до 2,5 хвилини. Довжина непрозорої завіси сіро-чорного диму — 30-45 м, висота завіси — близько 8 м.

## Варіанти та модифікації
Система виробляється у кількох варіантах виконання: 902А, 902Б, 902В, 902Г та 902У.